# Gabriel Kessler
Gabriel Kessler (Bressanone, 20 marzo 1645 – Bolzano, 6 dicembre 1719) è stato un pittore austriaco.
Figlio e discepolo del pittore Stephan Kessler, e fratello maggiore di altri due pittori, Raffael e Michael, nacque a Bressanone, ma fu attivo soprattutto a Bolzano, dove si era stabilito nel 1672.
A lui si devono gli affreschi (1685) nella chiesa del Santo Sepolcro, realizzati assieme a Johann Hueber, e quelli nella chiesa di San Lorenzo (1714), oltre che alcune tele, sempre di soggetto religioso, conservate presso la stessa chiesa del Santo Sepolcro.
Altre opere si trovano ad Innsbruck, Livo, Merano, Bressanone, Monguelfo, San Candido.